# Ulica Hieronima Wietora w Krakowie
Ulica Hieronima Wietora – ulica w Krakowie, w dzielnicy I Stare Miasto, na Kazimierzu. Leży w zakolu Wisły.
Ulica powstała około 1925 r. jako ulica Skawińska Boczna, w miejscu gdzie dawniej stała Brama Skawińska. W 1966 r. ulicę przemianowano na ul. Małgorzaty Fornalskiej (polskiej działaczki komunistycznej), a obecną nazwę nosi od roku 1990. Upamiętnia ona Hieronima Wietora, drukarza, który na początku XVI w. w wieży w pobliżu Bramy Skawińskiej założył drukarnię oraz młyn papierniczy.
Przy ulicy, pod numerem 7 mieści się Specjalny Ośrodek Szkolno-Wychowawczy nr 4 w Krakowie. Pod numerem 15 zaś znajduje się Staromiejskie Centrum Kultury Młodzieży – funkcjonujące w budynku siedziby dawnego żydowskiego klubu sportowego tzw. Żydowskiego Domu
Gimnastycznego Maccabi (zob. Makkabi Kraków).
Tuż za zachodnią pierzeją ulicy do końca XVIII w. znajdował się kościół św. Jakuba Apostoła.